# Jedność (filozofia)
Jedność – cecha lub zespół cech danego bytu takich jak jego wewnętrzna niesprzeczność, niepodzielność, zwartość, koherencja. Przeciwieństwo wielości. Termin „jedność” odniesiony do różnych dziedzin rzeczywistości nabiera odmiennych kontekstów znaczeniowych – mówi się np. o jedności Boga, jedności rodzaju ludzkiego, jedności dziejów, jedności kultury, jedności Kościoła, jedności analogicznej, jedności gatunkowej, jedności rodzajowej, jedności numerycznej, jedności pojęciowej, jedności logicznej. Naukę o jedności nazywamy henologią. Ze względu na to, że filozofia klasyczna uzasadnia jedność każdego bytu absolutną jednością Boga, mówi się w niej o zasadzie wyższości jedności nad wielością, która głosi, że żadna wielość nie może istnieć bez jakiejś jedności stojącej u jej podstaw.
Dla filozofii największe znaczenie ma pojęcie jedności bytu (unum), uznawane za transcendentale. Na gruncie filozofii klasycznej jedność bytu decyduje o tym, że nie jest on podzielny (na byt i coś innego, co musiałby już nie być bytem, byłoby więc niebytem). Jedność bytu należy do pierwszych zasad bytu i myślenia. Jedność bytu jako to, co wyraża niepodzielność bytu nazywana jest jednością transcendentalną. Jedność transcendentalna przysługuje bytowi z racji tego, że przysługuje mu tylko jeden akt istnienia (w którym też aktualizuje się cała jego konkretna treść).
W metafizyce klasycznej występuje hierarchizacja jedności: pewna jedność przysługuje nawet przypadkowym koincydencjom i agregatom. Wyższy stopień jedności przysługuje bytom takim jak dzieje, kultura czy naród, jeszcze wyższy bytom takim jak konkretny człowiek – pierwszym jedność przysługuje na mocy niepodzielności przygodnej materii, drugim na mocy niepodzielności ich istoty lub substancji (tego, co sprawia, że są właśnie tym, czym są). Wymienione rodzaje jedności określamy terminem jedność względna, jako że przysługuje ona bytom złożonym – w odniesieniu do bytów złożonych mówi się o jedności względnej, bo cecha jedności przysługuje im tylko o tyle, o ile odnoszą się one do jedności absolutnej, przysługującej bytom niezłożonym. Najwyższym rodzajem jedności jest właśnie jedność absolutna.
Jedność Boga rozumiana jest w tradycji filozoficznej Zachodu właśnie jako jedność absolutna, to jest taka jedność, która przysługuje bytom niezłożonym (identyfikowanym z Bogiem) i jako takim niepodatnym na zmiany, i przez którą ujawnia się doskonałość bytu. To, że byt niezłożony jest niepodzielny w każdym swoim aspekcie, określa się jako jedyność Boga.

## Koncepcje jedności bytu
Istnieją dwie główne koncepcje jedności bytu, analogiczne do dwóch głównych koncepcji samego bytu – egzystencjalna (formalna) koncepcja jedności bytu i esencjalna koncepcja jedności bytu.
Pierwsi filozofowie greccy wytworzyli pojęcie arché, podstawowej zasady tłumaczącej początek i skład świata. Arché była dla nich czymś jednym, a zarazem najprostszym. Parmenides za taką zasadę uznał jedność i absolutną tożsamość bytu – jedność i tożsamość bytu miała dla niego konstytuować trwałość i początek wszystkiego, co istnieje. Podobnie myślał Platon – idee w odróżnieniu od niższych poziomów rzeczywitości (do pewnego stopnia złudnych) istnieją w pełni prawdziwie, bo w odróżnieniu od nich są całkowicie tożsame ze sobą. Podobnie Arystoteles w koncepcji formy, wywodzącej się z platońskiej teorii idei, uznał formę za podstawę tego, że dana substancja jest definiowalna, jedna i niesprzeczna. Także stoicy i neoplatonicy uznali jedność za zasadę bytu – dla pierwszych w pewien sposób natura była jednią, dla drugich jednia była podstawą emanacji kolejnych form bytu. W najważniejszych greckich koncepcjach filozoficznych byt był więc tożsamy z jednością, a co więcej był przez nią warunkowany. Koncepcję zgodną z tokiem rozwojowym filozofii greckiej nazywamy transcendentalną koncepcją jedności – za każdym razem, gdy poznający stwierdza, że dany przedmiot istnieje, stwierdza jednocześnie, że przedmiot ten jest tożsamy ze sobą, czyli jest jednym bytem. Ze względu na różnorodność bytów i różnorodność typów jedności nie każdy byt jest jednak jeden w sposób absolutny i doskonały – miarą jedności bytu jest w filozofii klasycznej jego doskonałość (np. u Platona idee są doskonałe, bo przysługuje im najwyższy stopień jedności wewnętrznej), i jednocześnie miarą doskonałości bytu jest jego jedność (np. idee są jednością w sposób absolutny, bo są doskonałe).
Obok jedności transcendentalnej (tego, że byt jest tożsamy ze sobą, musi być więc jeden) istnieje też jedność ilościowa, przysługująca wyłącznie bytom materialnym. Każdy byt materialny jest pewną mierzalną ilością materii – całość tej materii, niezależnie od tego, czy w danym momencie ujmujemy ją poznawczo jako ciągłą i niepodzieloną, czy jako nieciągłą i podzieloną na pewne jednostki, sam jako to, co można mierzyć za pomocą określonej jednostki miary jest ilościową jednością. Zbliżona do jedności liczbowej jest jedność numeryczna, którą tworzy się przez analogię do jedności liczbowej dla bytów niematerialnych – np. jedność liczby aniołów lub jedność wysokości nad poziomem morza.